# وانگ مونریم (ژنرال)
وانگ مونریم (به کره‌ای: 왕문림)، ژنرالی از امپراتوری گوگوریو است.

## حرفه
تاریخچه ای از او در «هه دونگیوکسا» وجود دارد و باور بر این است که «وانگ اول» جد او، در اواخر سلسله هان در منطقه لیائودونگ ساکن گشته است و پس از سقوط امپراتوری گوگوریو، نقل گشته که نوادگان او، وانگ جونگگیون و دیگران، در پادشاهی بالهه فعال بوده‌اند.

## پاورقی
1. ↑  전덕재 (2017-07). "한국 고대사회 外來人의 존재양태와 사회적 역할". 東洋學 第68輯. 檀國大學校 東洋學硏究院. p. 103-104. Archived from the original (PDF) on 2022-04-23. {{cite news}}: Check date values in: |date= (help)
2. ↑  "발해인 왕문림(王文林)에 대하여 논하다". 東北アジア歴史財団. Archived from the original on 2022-09-26.